# Pyrit

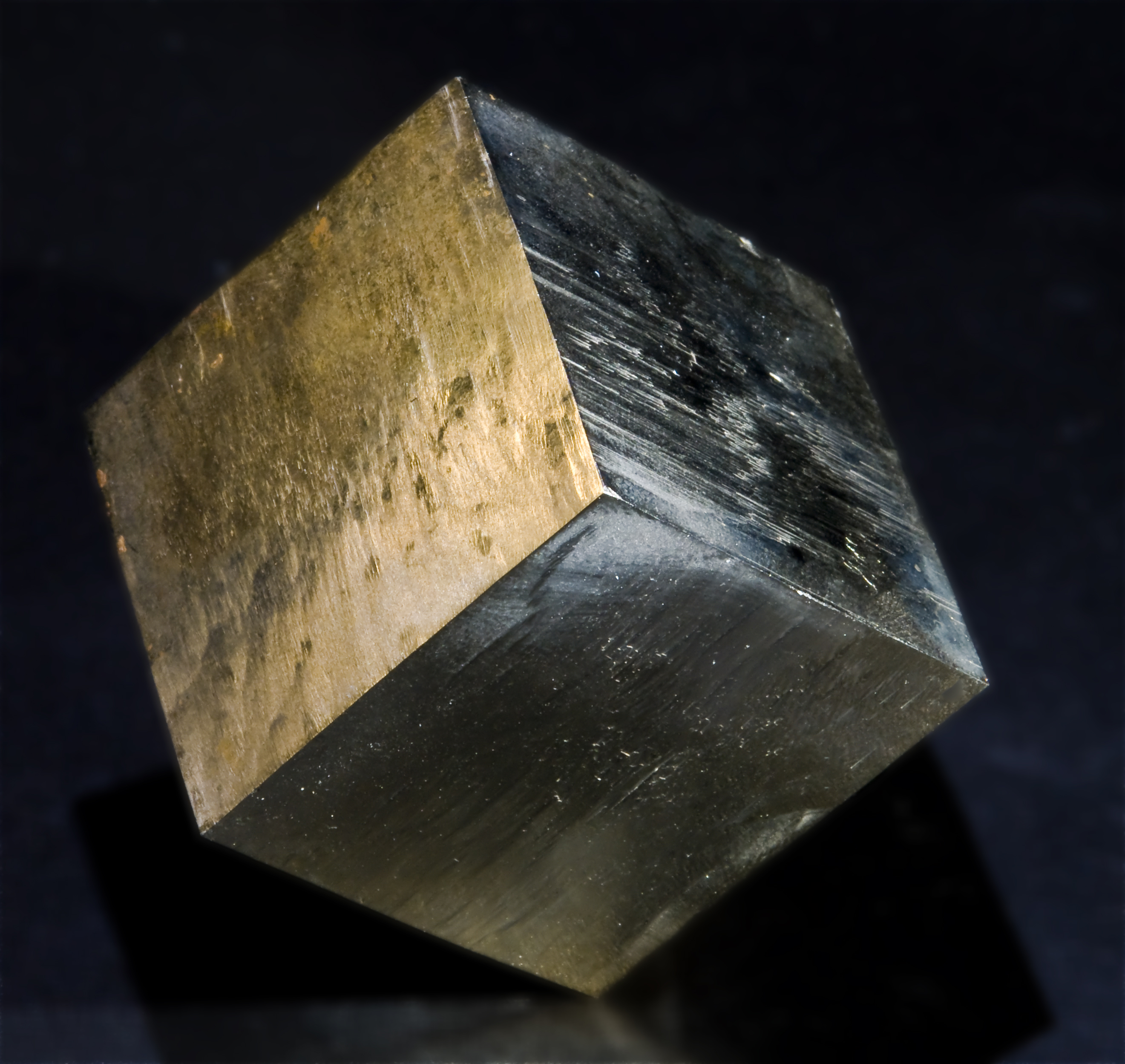
Téměř dokonalá kostka pyritu velikosti zhruba 4×4×4 cm z Fuente del Moro, Navajún ve Španělsku

Model krystalu pyritu: Spojka krychle a dvanáctistěnu pětiúhelníkového

Pyrit (též železný pyrit, či kyz železný, chemicky disulfid železnatý) je velmi hojný minerál a důležitá železná ruda. Obvykle má zlatavou barvu, pro kterou bývá někdy neznalými zaměňován se zlatem, proto se mu taky někdy říká bláznovo zlato či kočičí zlato. Často se ale může objevovat se zelenavým nádechem, nebo kovově modrými, červenými a zelenými povlaky, které se odborně nazývají náběhové barvy. Je to nejrozšířenější sulfid (sirník) v zemské kůře vůbec. Název pyrit pochází z řečtiny a je odvozen od slova oheň, protože po úderu z něj často odlétají jiskry.

## Vznik
Pyrit vzniká v širokém rozmezí podmínek. Například 2 000 m pod povrchem krystalizací z horkých hydrotermálních roztoků, dále může vznikat srážením z vod v usazeninách, které mají velký podíl organických složek (na jeho vzniku se podílejí bakterie), jako akcesorie v magmatických horninách, častým minerálem magmatických likvačních ložisek.

## Vlastnosti
Jeho chemický název je disulfid železnatý, FeS2. Nejčastěji je zrnitý, kusový, vtroušený, ale občas je možné nalézt i v podobě radiálně paprsčitých, hlízovitých či ledvinovitých agregátů. Často se nacházejí dobře omezené krystaly ve tvaru krychle. Od zlata se pozná podle rozdílného vrypu, který má černý a podle toho, že není kujný. Oproti chalkopyritu má vyšší tvrdost. Pyrit vystavený venkovním vlivům se přemění na limonit a kyselinu sírovou respektive sírany. Při otloukání kladivem je možno cítit charakteristický zápach po síře a vidět jiskry. Pyrit je polovodič se zakázaným pásem 0,95 eV.

## Získávání
Pyrit se těží v hlubinných dolech, jelikož není na zemském povrchu stabilní.

## Využití
Pyrit je hlavní sirnou rudou železa, kde se také využívá při výrobě železa nebo v dřívějších dobách při výrobě kyseliny sírové. V dnešní době slouží jako důležitý zdroj pro získávání mědi, kobaltu, niklu, zlata, stříbra, selenu a thalia. Zřídka jsou menší samostatné a dokonalé krystaly zpracovávány jako drahé kameny (facetové brusy, kabošony).
Dále se používá k získání síranu železnatého a někdy se používá i na výrobu síry. Někdy bývá těžen pro malou příměs mědi nebo zlata. Jako ruda železa se však používá jen zřídka pro velkou energetickou náročnost takové výroby. Většinou pouze v případech, kdy nejsou k dispozici jiné typy vhodných železných rud. Velké krystaly jsou mineralogicky cenné. V minulosti se mohl používat i jako ozdobný kámen, např. jako ozdoba inckých zrcátek. Používal se také v křesadlech.
Jako nezajímavý minerál bývá často ponecháván na výsypkách spolu s jalovinami. V takových případech může vlivem vlhkosti oxidovat a při tom vzniká kyselina sírová, která může velmi negativně ovlivnit okolní prostředí. Vznikají kyselé důlní vody, které jsou velkou ekologickou zátěží i stovky let po skončení aktivní těžby nerostných surovin. Pyrit může být často nežádoucí příměsí v případě například nerudných surovin. Nezřídka může být nebezpečná jeho tendence k oxidaci.
Významné je pražení pyritu:
4 FeS2 + 11 O2 → 2 Fe2O3 + 8 SO2
Tato reakce je závislá na vysoké teplotě, potřebná teplota je okolo 700 °C a udržuje se v chodu vlastním uvolněným teplem. Je důležitá pro výrobu kyseliny sírové jako zdroj oxidu siřičitého (SO2).

## Podobné sloučeniny
- sulfid železnatý
- disulfan

## Podobné minerály
- Markazit
- Chalkopyrit

## Naleziště
Česká republika
- Zlaté Hory v Jeseníkách
- Hromnice u Plzně
- Okolí Rychnova nad Kněžnou, Královéhradecký kraj
- v hnědém uhlí v mostecké (severočeské) pánvi
- Příbram
- Kladno
- Sokolovská pánev, Nové Sedlo u Lokte, Pískový vrch
- Chvaletice v místě stávající elektrárny, Pardubický kraj
- Důl Jan, Otvovice, okres Kladno
- Baška, řeka Ostravice, Moravskoslezský kraj

Slovensko
- Banská Štiavnica
- Smolník
- Zlatá Baňa

Španělsko
- Fuente del Moro, Navajún, La Rioja, Španělsko